# Слобода (Нагорський район)
Слобода́ (рос. Слобода) — присілок у складі Нагорського району Кіровської області, Росія. Входить до складу Чеглаківського сільського поселення.
Населення становить 18 осіб (2010, 69 у 2002).
Національний склад станом на 2002 рік — росіяни 99 %.